# Djouab
Djouab, Rapidum à l'époque romaine, est une commune de la wilaya de Médéa en Algérie. Elle a été parfois appelée Sour-Djouab, le rempart des Djouabs.

## Géographie
La commune est située dans le tell central algérien dans l'Atlas tellien (mont de Titteri) à environ 111 km au sud d'Alger et à 80 km au sud-est de Médéa et à environ 12 km à l'est de Souagui et à 62 km au sud-est de Berrouaghia  et à 45 km au sud de Tablat et à 67 km à l'ouest de Bouira .
| Souagui             | Bir Ben Abed              | Dechmia (wilaya de Bouira) |
| Souagui, Sidi Zahar | Djouab                    | Dechmia (wilaya de Bouira) |
| Sidi Zahar          | Ridane (wilaya de Bouira) | Ridane (wilaya de Bouira)  |

## Histoire
Le commandement militaire de Rapidum avait la tâche fixe si on tient compte du cadre urbanisé de la ville de Rapidum, avec quatre bastions, une caserne, des caves, une grande place d'armes et des maisons bien alignées, se dessinait là, prouvent  que Rapidum était une grande agglomération ; composée de familles de soldats et pouvait avoir une population, estimée à plus de 8 500 habitants. La ville de Rapidum est érigée sur une superficie totale de 375 ha, une armée de quatre centuries sous les ordres d’un Præfectus castris ; et d'un Præfectus statorum, chargé d’organiser la police citadine . Les trois postes avancés, militaires ont été construits suivant une étude géographique pour permettre une liaison rapide si on tient  compte de la localisation de chaque poste par rapport à l'autre, destinés à défendre Auzia contre les attaques répétées des Bavars (une tribu berbère, appelés également les Quinquagésimes ou les cinq tribus fédérées, venues des régions du Djurdjura, celle des Babors et celle des Bibans.
Les Djouab sont frères des Mérabéà, des Khechna et des Beni-Mouça. Les ancêtres de ces peuplades étaient tous fils de Yezîd, fils d'Abs, fils de Zoghba fils de Abi-Rebiâ fils de Nahîk fils de Hilal fils de Amer.
les Djouab se subdivise en deux fractions : Oulad-Sidi-Sâad et El-Djouabi. Ils ont donné leur nom à la commune de Djouab, Daïra de Souagui, wilaya de Médéa. Elle a été parfois appelée Sour-Djouab (سور جواب), le rempart des Djouabs.
Ibn-Khaldoun nous informe que : « la tribu de Zoghba se compose d'un grand nombre de branches, telles que les Yezîd, les Hoceïn, les Malek, les Amer et les Oroua. Ces peuplades se sont partagé le Maghreb central (Algérie), comme cela sera exposé dans l'histoire de chacune d'elles ».
Il ajoute que : « la tribu de Yezîd se divise en plusieurs grandes familles, telles que les Hameïan-Ibn-Ocba-Ibn-Yezîd, les Djouab (sujet de notre publication), les Beni-Kerz, les Mérabéà, les Khachna et les Beni-Mouça. Les ancêtres de ces peuplades étaient tous fils de Yezîd, fils d'Abs, fils de Zoghba ».
Les Ruines devaient être protégés par l'APC qui y avait érigé en 1996 une clôture pour préserver les pierres (de forme rectangulaire) mais qui ont été depuis saccagées et volées pour être utilisées dans les constructions . 
Djouab est l'antique cité romaine de Rapidum, dans la province de Maurétanie césarienne, identifiée par des inscriptions qui indiquent son nom et son rang de municipe.
Le site a été reconnu par l'archéologue Adrien Berbugger en 1845, et Henri Choisnet a retrouvé en 1882 les portes de la ville.